# تاریخ ادیان و مذاهب

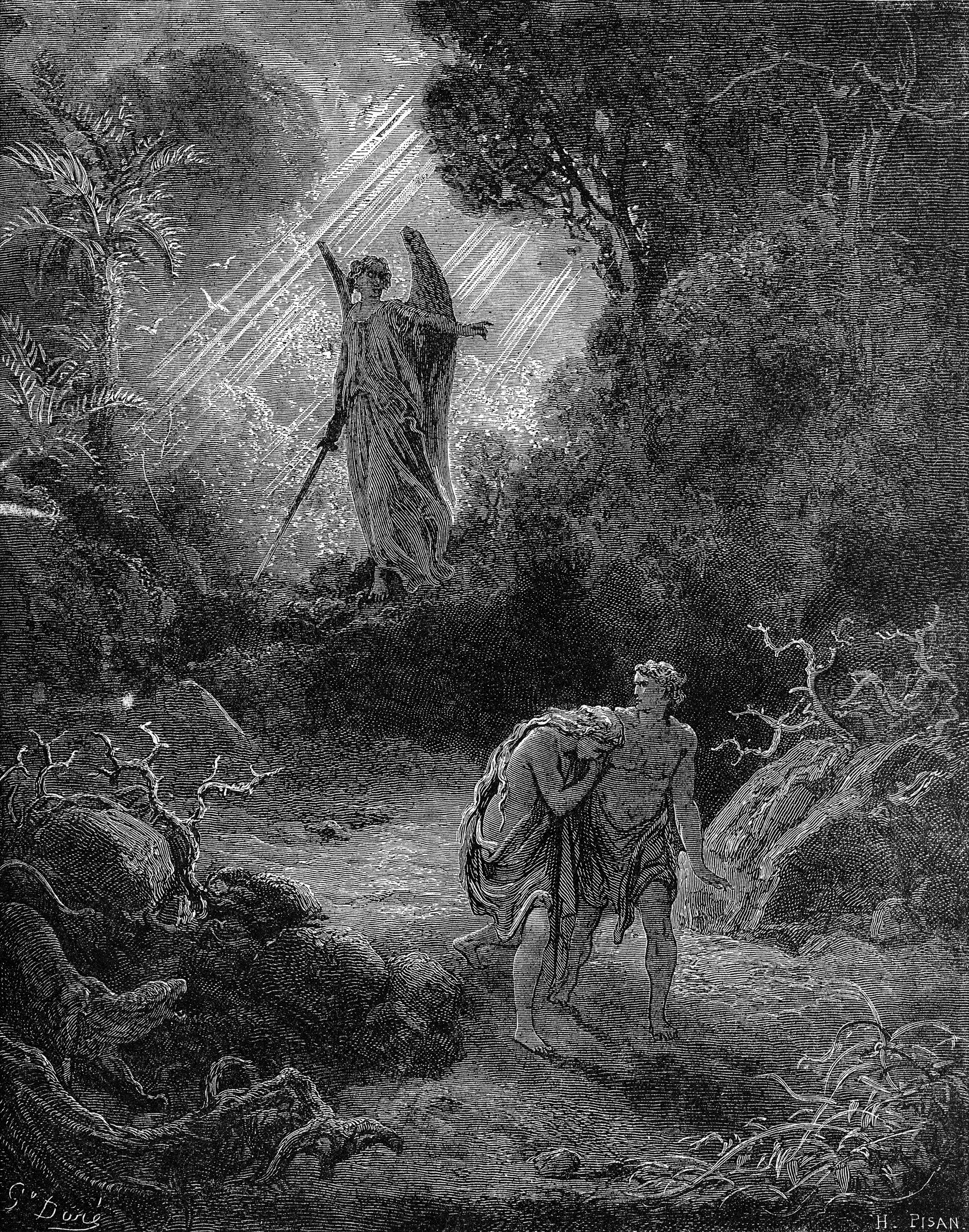
اخراج شدن آدم و حوا از بهشت در دین اسلام

از دید فروید منشأ باورهای دینی بایستی در روان رنجوری بشر جستجو شوند و از دید دورکهایم، دین یک برساخته اجتماعی است. ریچارد داوکینز، زیست‌شناس فرگشتی، دین را بر اساس فرگشت انسان(تکامل انسان) مورد بررسی قرار داده و در کتاب توهم خدا می‌گوید: «اگر عصب‌شناسان یک مرکز مرتبط با باور به خدا در مغز پیدا کنند، دانشمندان داروینیستی همانند من همچنان در پی آن هستند که دریابند چرا انتخاب طبیعی به گزینش چنین مرکزی انجامیده‌است؟» برخی از دانشمندان معتقدند که باورهای دینی در طول فرگشت و تکامل به وجود آمده‌اند و به بقای این موجود کمک کرده‌اند.
از بزرگترین ادیان جهان می‌توان از ادیان ابراهیمی نام برد که همه از یک ریشه و منطقهٔ خاورمیانه سرچشمه می‌گیرند و عبارتند از یهودیت، مسیحیت و اسلام است.
از دین‌های بزرگ دیگر در جهان می‌توان از بوداگرایی، هندوگرایی و آیین کنفوسیوس نام برد.